# Lusławice (Petite-Pologne)
Luslawice, orthographiée Lusławice en polonais, est une commune de Voïvodie de Petite-Pologne, dans le sud de la Pologne. Le plus grand arboretum du pays s'y trouve, fondé par le  compositeur de musique Krzysztof Penderecki, de même que la tombe de Fausto Sozzini. 

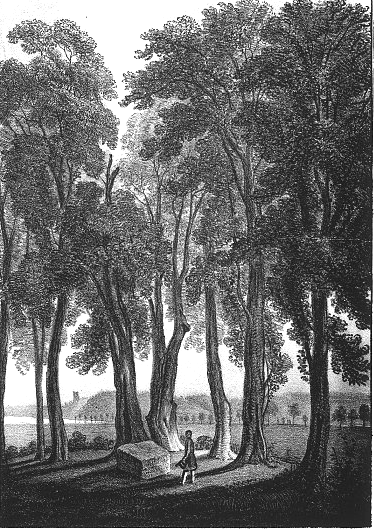
Tombe de Fausto Sozzini à Lusławice